# Porcheresse (Charente)
Porcheresse est une ancienne commune du sud-ouest de la France, située dans le département de la Charente (région Nouvelle-Aquitaine).
Le 1er janvier 1973, elle devient Blanzac-Porcheresse à la suite de sa fusion-association avec Blanzac.
Au 1er janvier 2017, elle intègre la commune nouvelle de Côteaux du Blanzacais .

## Géographie
Porcheresse est située au sud du département de la Charente, à 2,5 km au sud de Blanzac.
Elle est située entre les vallées du Né et de l'Arce, affluent de ce dernier. L'église, située sur les collines relativement hautes, n'a pas de bourg.

## Toponymie
Les formes anciennes sont Porcharecia en 1088-1098, Porcharechia, Porcarecia au XIIIe siècle, Porchereza, Porcherezeia.
L'origine du nom de Porcheresse remonte au latin porcus, porc, suivi du suffixe latin -aricia, ce qui donne porcaricia, « centre d'élevage de porcs »,.

## Histoire
Sous l'Ancien Régime, le château de Bellevue et son domaine étaient un fief dépendant de la baronnie de Blanzac.
La cloche de l'église date de 1596.
Au début du XXe siècle l'industrie était représentée par le moulin de Burette, sur le Né.
Elle a été associée à Blanzac le 1er janvier 1973 par arrêté préfectoral du 28 décembre 1972.

## Administration

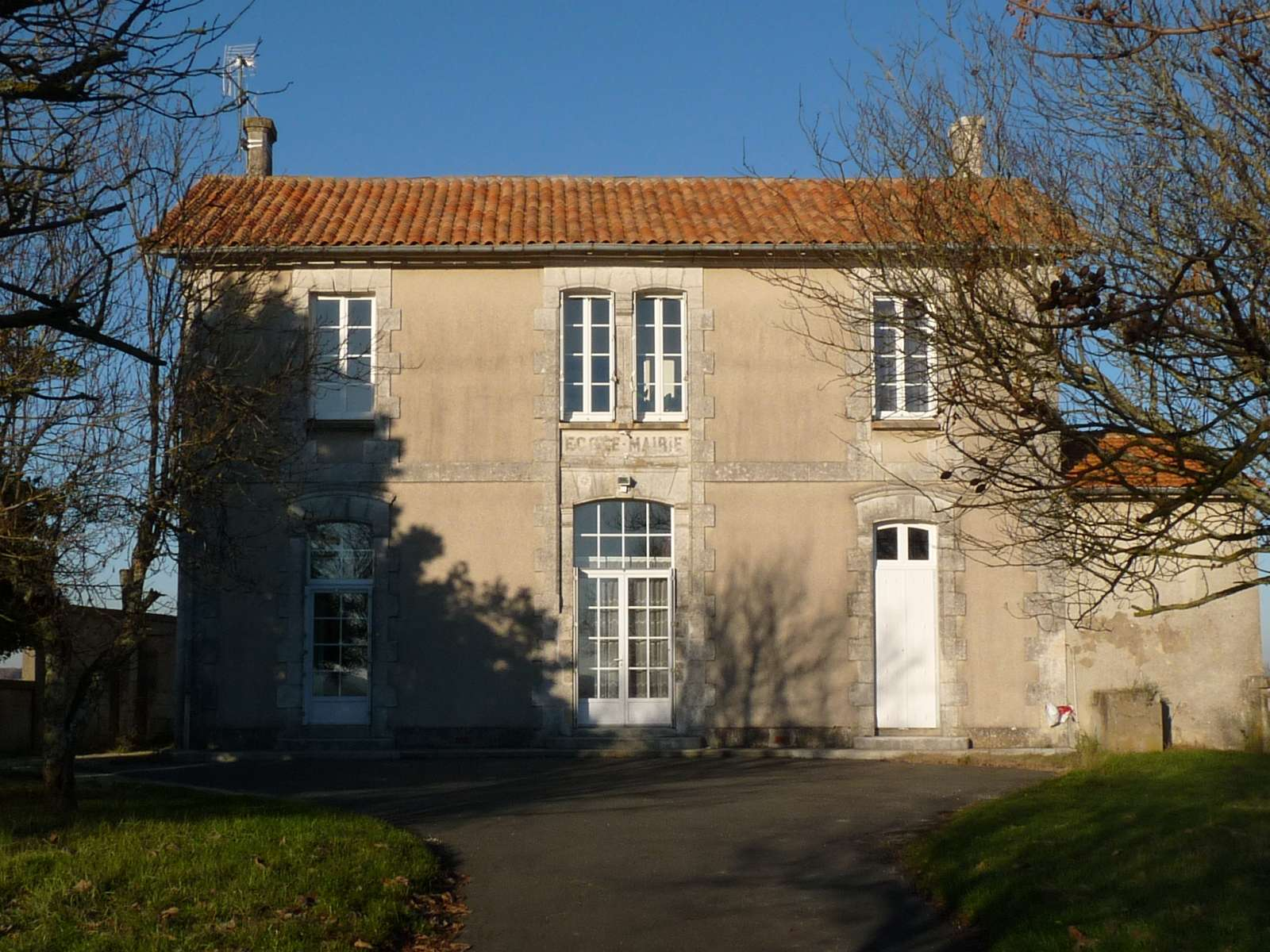
La mairie annexe.

## Démographie
L'évolution du nombre d'habitants est connue à travers les recensements de la population effectués dans la commune depuis 1793. À partir du 1er janvier 2009, les populations légales des communes sont publiées annuellement dans le cadre d'un recensement qui repose désormais sur une collecte d'information annuelle, concernant successivement tous les territoires communaux au cours d'une période de cinq ans. 
Pour les communes de moins de 10 000 habitants, une enquête de recensement portant sur toute la population est réalisée tous les cinq ans, les populations légales des années intermédiaires étant quant à elles estimées par interpolation ou extrapolation. Pour la commune, le premier recensement exhaustif entrant dans le cadre du nouveau dispositif a été réalisé en ,.
En 2007, la commune comptait 213 habitants.
| 1793 | 1800 | 1806 | 1821 | 1831 | 1841 | 1846 | 1851 | 1856 |
| ---- | ---- | ---- | ---- | ---- | ---- | ---- | ---- | ---- |
| 373  | 320  | 324  | 302  | 329  | 343  | 355  | 331  | 310  |

| 1861 | 1866 | 1872 | 1876 | 1881 | 1886 | 1891 | 1896 | 1901 |
| ---- | ---- | ---- | ---- | ---- | ---- | ---- | ---- | ---- |
| 313  | 305  | 340  | 329  | 275  | 216  | 220  | 219  | 214  |

| 1906 | 1911 | 1921 | 1926 | 1931 | 1936 | 1946 | 1954 | 1962 |
| ---- | ---- | ---- | ---- | ---- | ---- | ---- | ---- | ---- |
| 191  | 211  | 186  | 186  | 177  | 167  | 163  | 170  | 157  |

| 1968 | 2007 | - | - | - | - | - | - | - |
| ---- | ---- | - | - | - | - | - | - | - |
| 158  | 213  | - | - | - | - | - | - | - |

### Remarques
En 2007, la commune comptait 213 habitants.

## Lieux et monuments

### Patrimoine religieux
- L'église Saint-Cybard date du XIIe siècle. Elle est classée monument historique depuis 1913[13]. Sa cloche datant de 1596 est classée monument historique au titre objet depuis 1943. Elle une inscription gravée : « I.H.S. M.A. HEC OPUS INTACTUM SERVA DEUS. ALMA GENE VIRGO ET TIBI SACRATUM SANCTE CYBARDE PUTA D.D. AB. I.A.1596. PTILLE ARRNOI IDOC. »[14]. Elle possède aussi un tableau du XVIIe siècle le Repas pendant la fuite en Egypte, inscrit monument historique au titre objet depuis 2004[15].

L'église Saint-Cybard
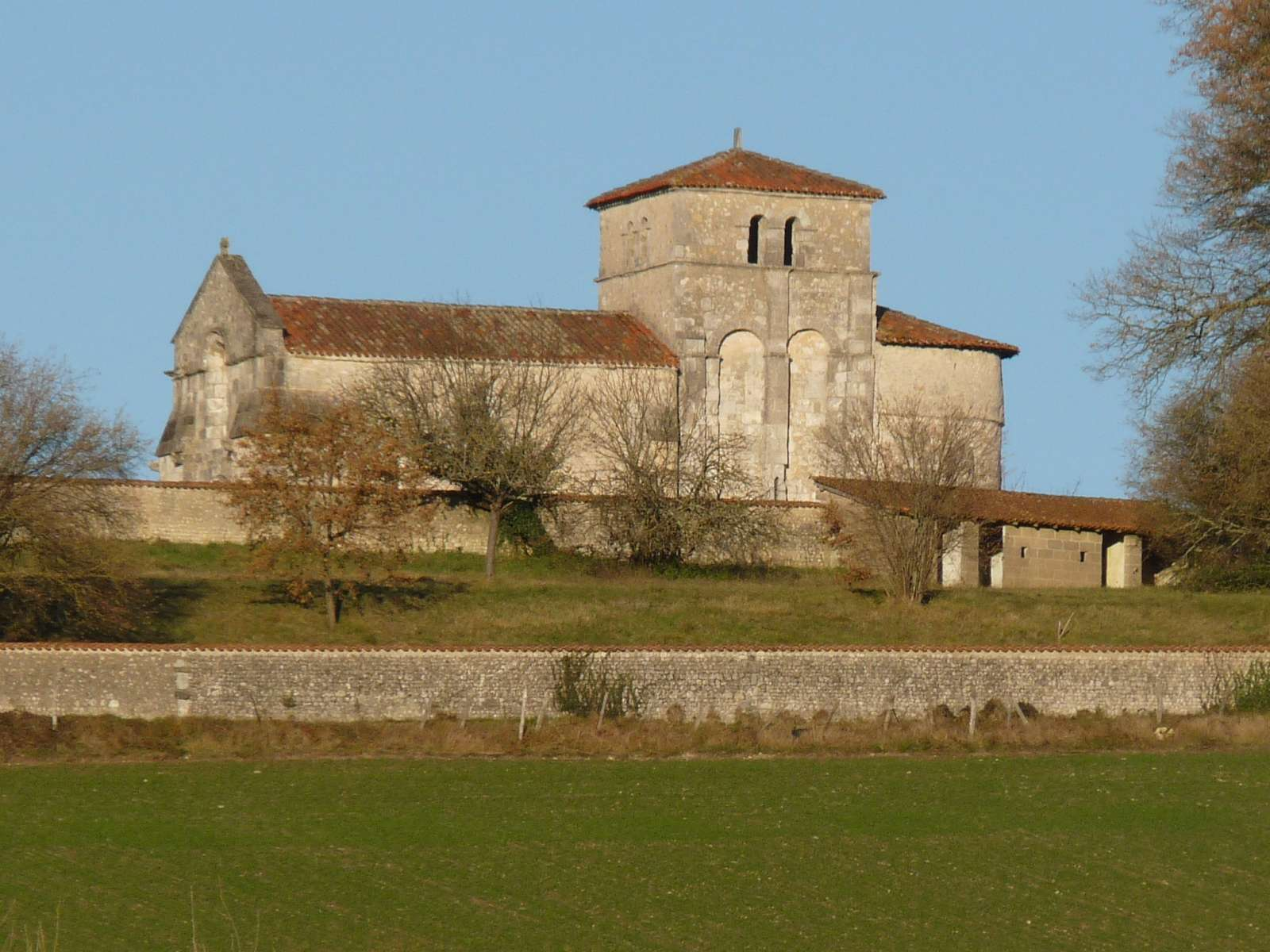
Vue du sud.
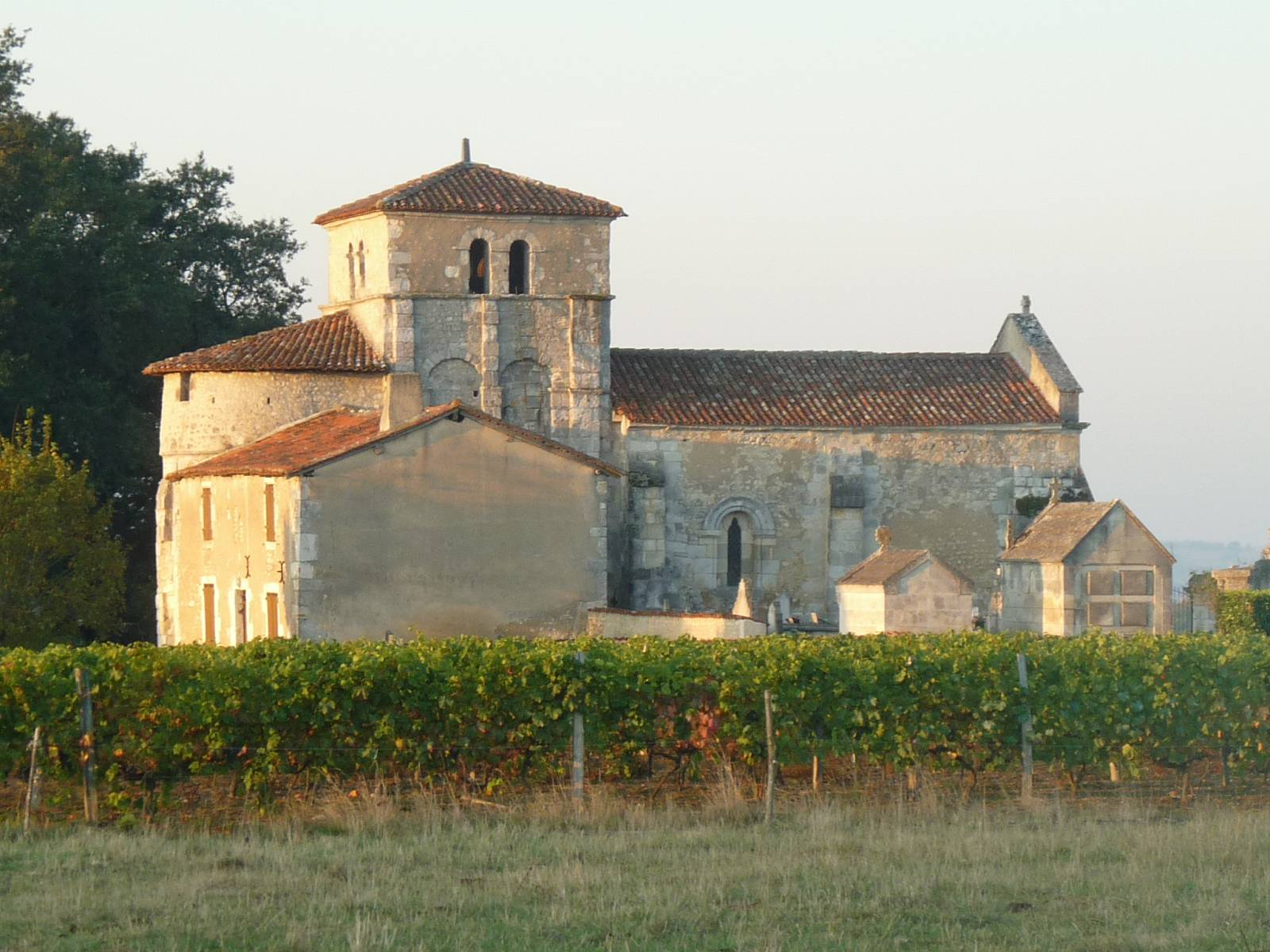
Vue du nord.
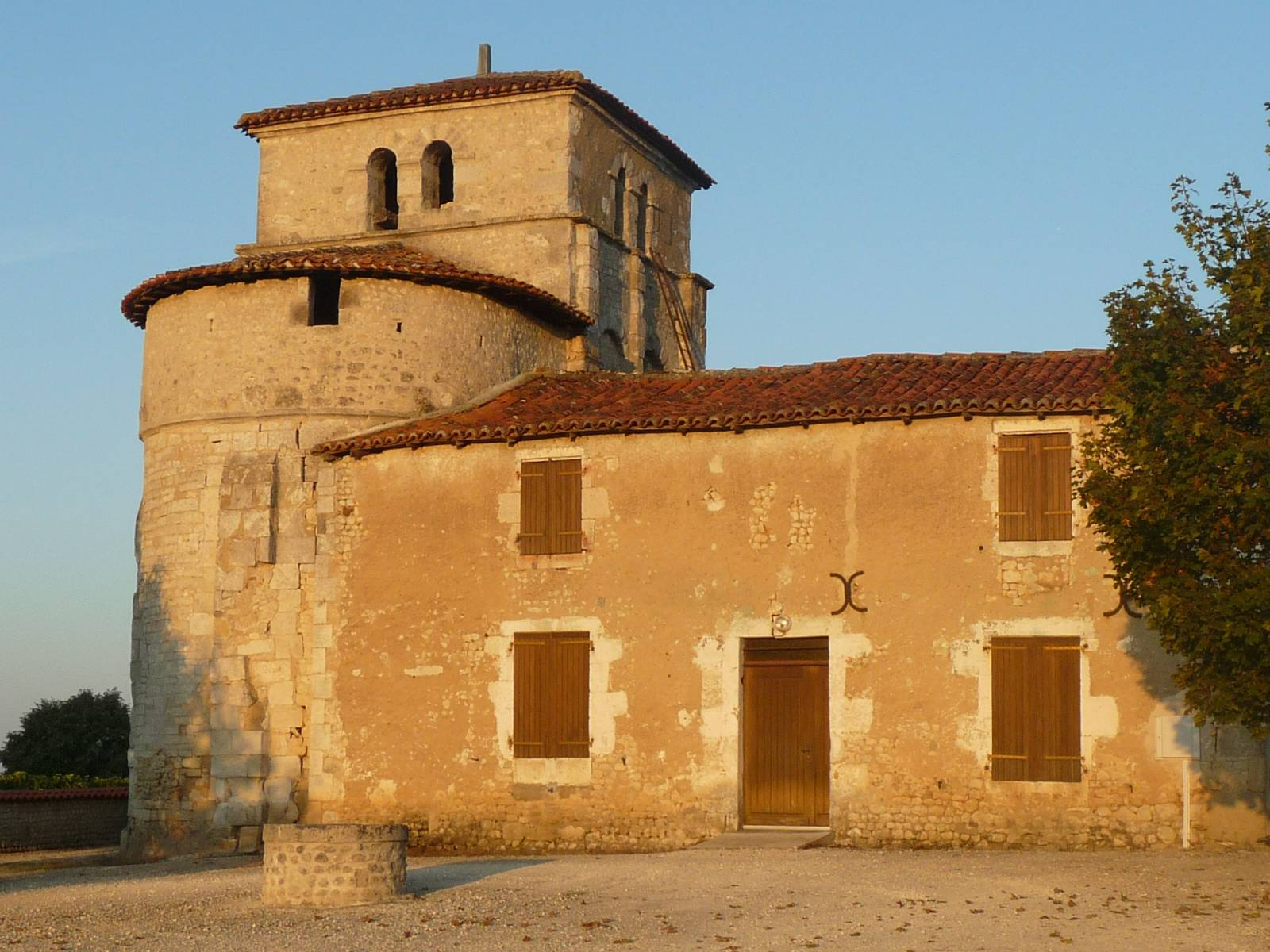
Vue de l'est.
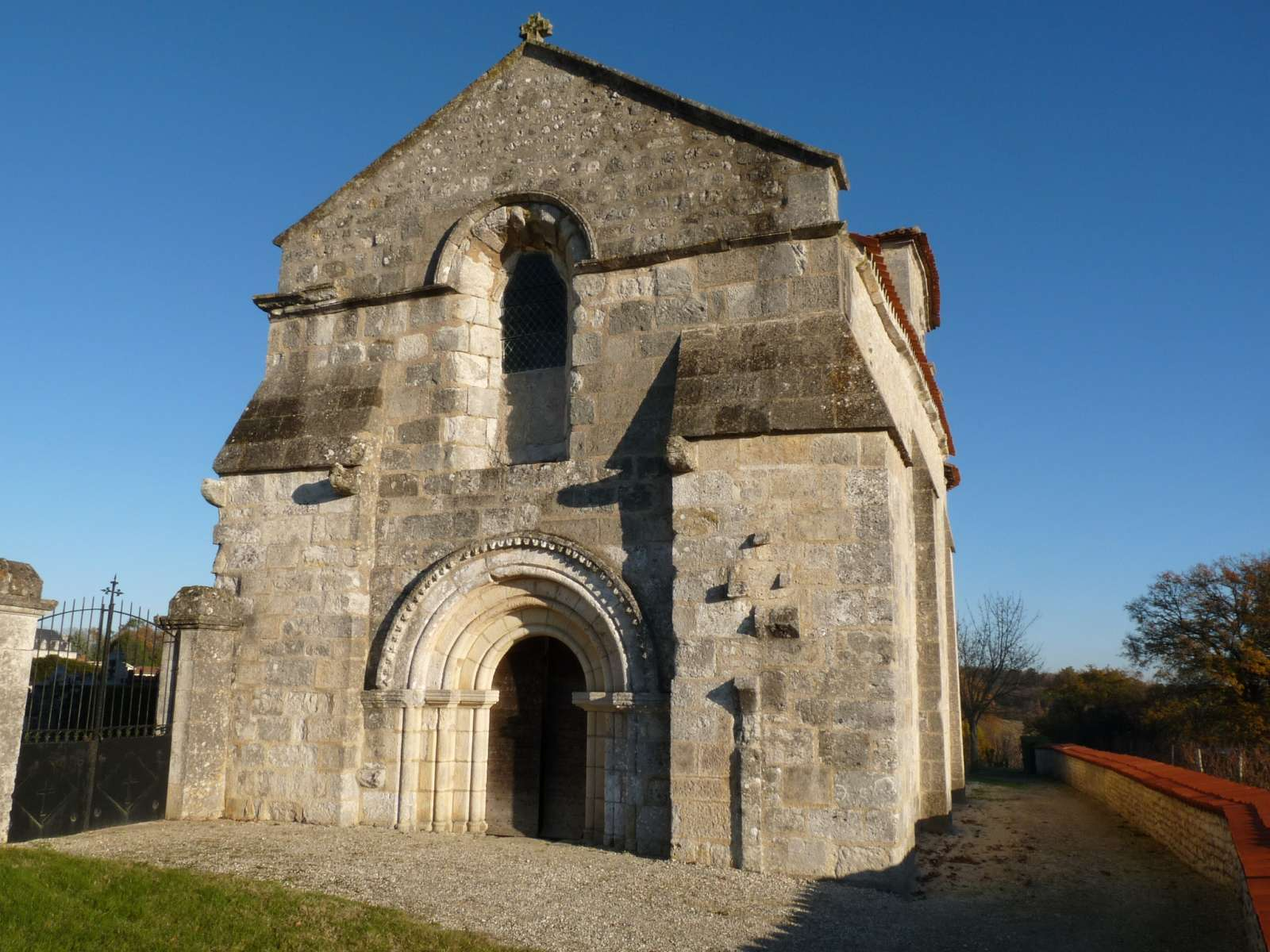
La façade.
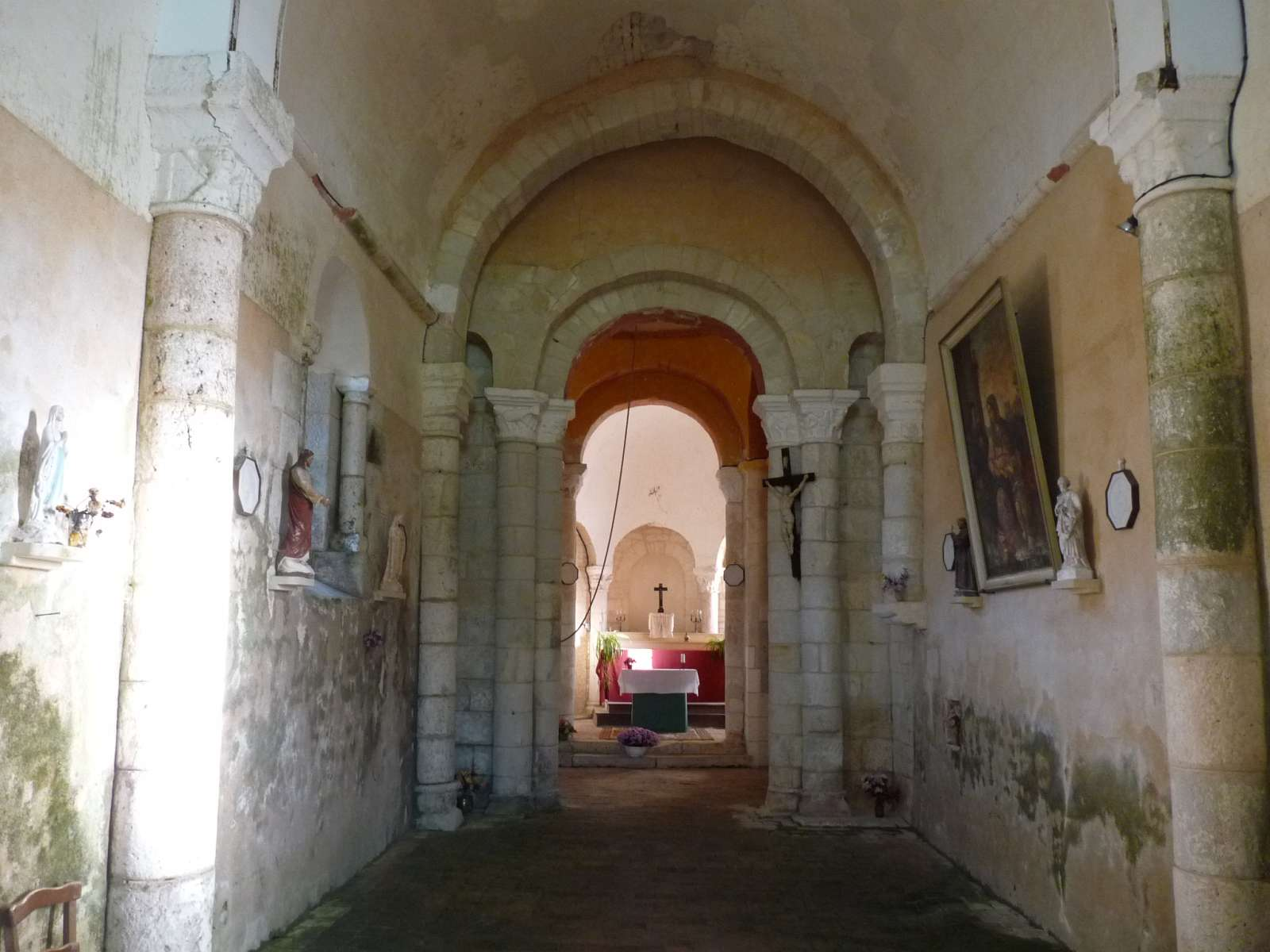
L'intérieur.

### Patrimoine civil

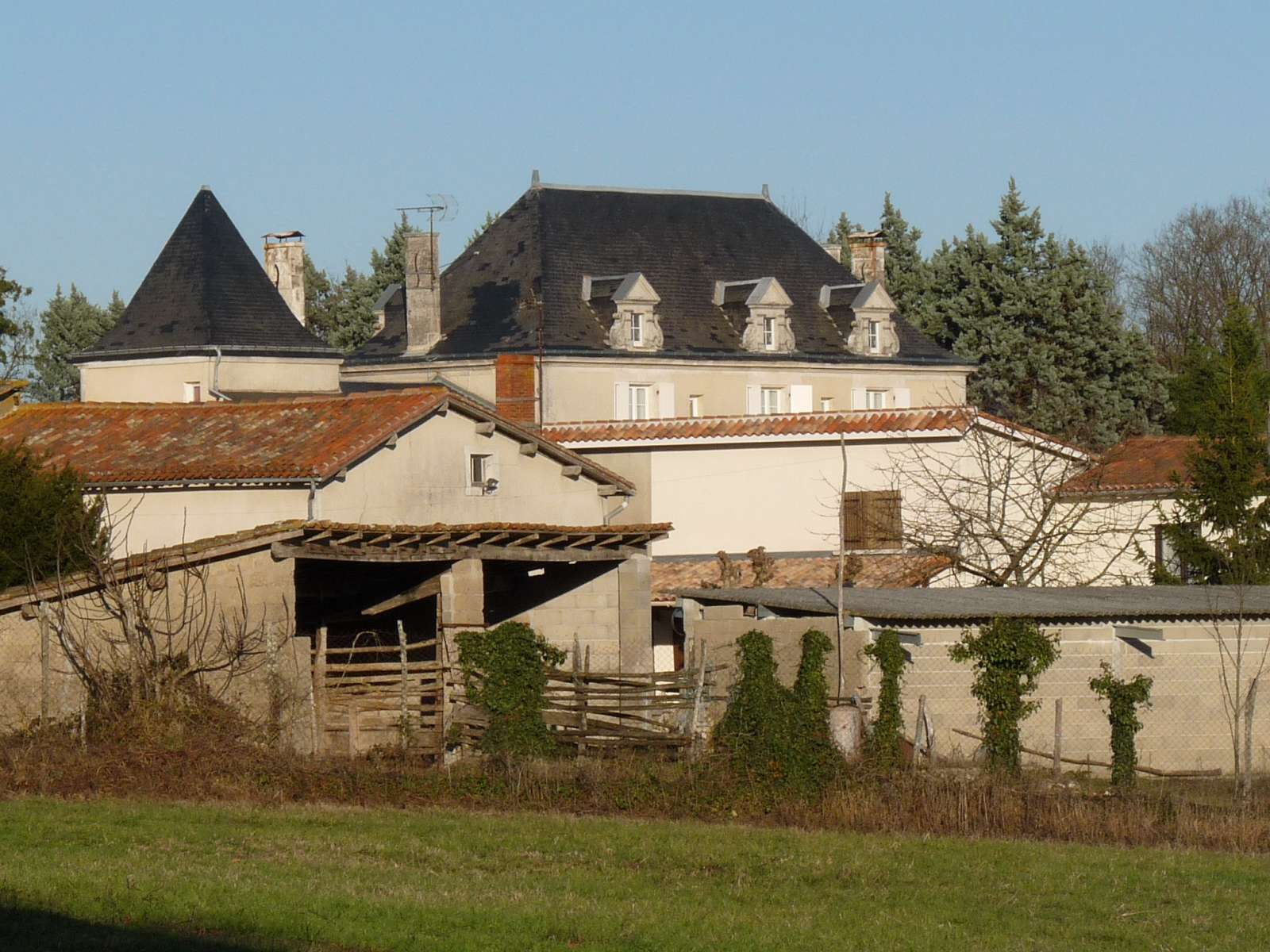
Logis de la Grange.
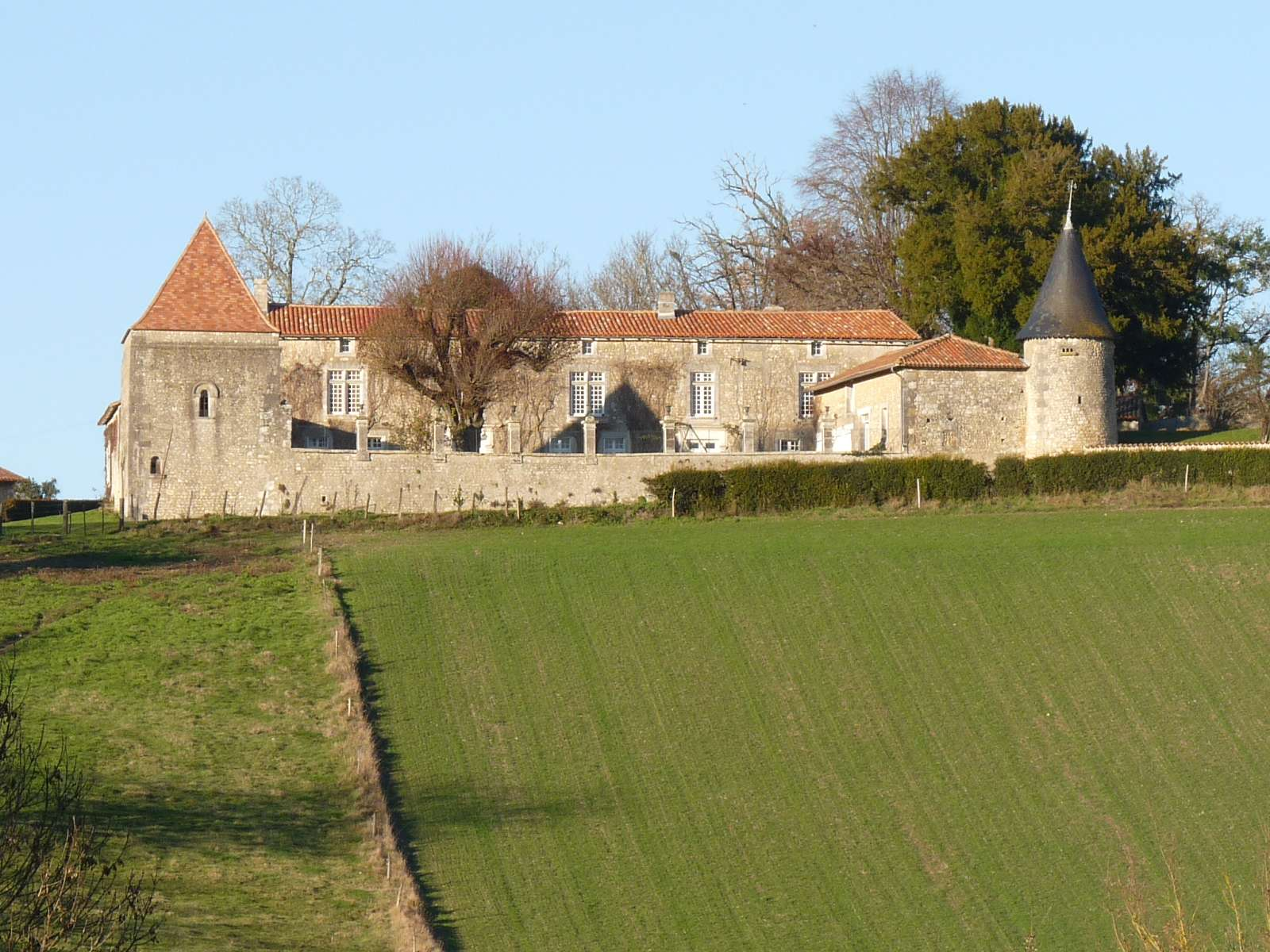
Bellevue vue de Saint-Genis.